# Czesław Bobrowski

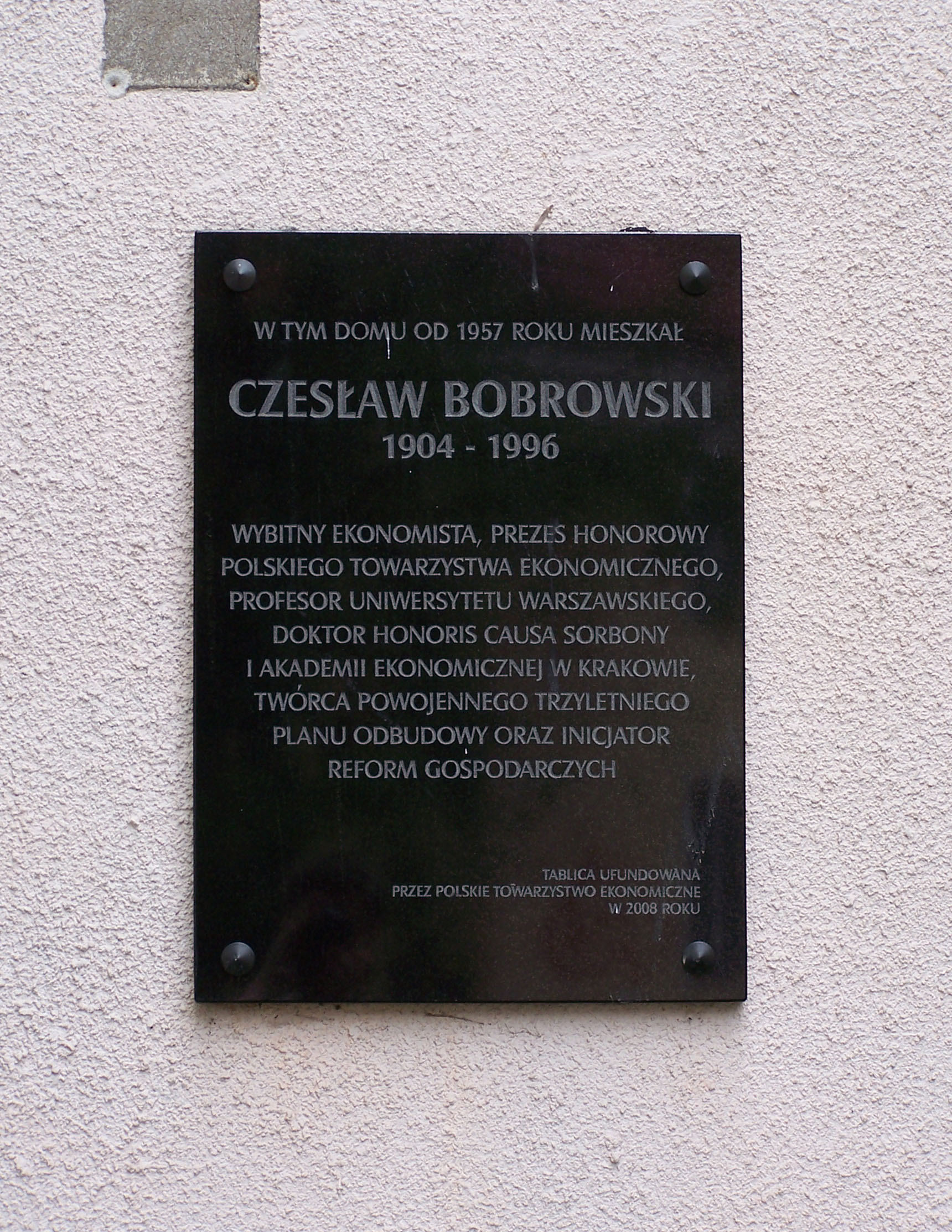
Tablica pamiątkowa na budynku przy ul. Śmiałej 36 na Żoliborzu, w którym od 1957 mieszkał Czesław Bobrowski

Czesław Bobrowski (ur. 27 października 1904 w Baranowiczach, zm. 18 maja 1996 w Warszawie) – polski ekonomista, prawnik, politolog i polityk.

## Życiorys
Syn Adolfa Korolko-Bobrowskiego i Jadwigi z Około-Kułaków pochodzących z okolic Mścisławia na Białorusi. Jako ochotnik (starszy strzelec) uczestniczył w wojnie polsko-bolszewickiej. Absolwent gimnazjum w Lublinie (1921), Wydziału Prawa Uniwersytetu Warszawskiego z 1925. W latach 1925–1926 referent prawny Konsulatu Generalnego w Pradze. Stażysta paryskiej Szkoły Nauk Politycznych (Ecole des Sciences Politiques) z 1927. 
W okresie 1928–1929 pracował w departamencie ekonomicznym Ministerstwa Przemysłu i Handlu RP, pełniąc między innymi funkcję zastępcy komisarza Polskiego Towarzystwa Handlu z Rosją „Polros”. W latach 1931–1932 był dyrektorem radziecko-polskiej spółki handlowej Sowpoltorg w Moskwie, następnie w okresie 1935–1939 dyrektorem departamentu ekonomicznego w Ministerstwie Rolnictwa i Reform Rolnych. W latach 30. założył i został redaktorem naczelnym pisma „Gospodarka Narodowa”, gromadząc wokół siebie grupę młodych ekonomistów. 
Po agresji III Rzeszy i agresji ZSRR na Polskę wraz z urzędnikami ministerstwa ewakuował się 17 września 1939 do Rumunii. Stamtąd przez Jugosławię i Włochy udał się do Francji, gdzie w 1940 wstąpił do Wojska Polskiego. Po klęsce Francji internowany w Szwajcarii. Następnie uciekł z obozu internowania do Francji, gdzie zajął się działalnością najpierw w Czerwonym Krzyżu, potem w Towarzystwie Opieki nad Polakami we Francji. Zajmował się pomocą dla uchodźców z Polski i uwięzionych w obozach. W 1943, unikając aresztowania przez Gestapo, opuścił okupowaną Francję, przez Hiszpanię i Portugalię dotarł go Gibraltaru, skąd udał się Londynu. W Londynie znalazł się w 1944 w zespole studyjnym przy ministrze skarbu w rządzie RP na uchodźstwie Ludwiku Grosfeldzie. Zespół ten opracowywał program odbudowy i rozwoju Polski po zniszczeniach wojennych oraz modelowe rozwiązania dla gospodarki polskiej po wojnie.
Po utworzeniu w czerwcu 1945 w realizacji ustaleń konferencji jałtańskiej Tymczasowego Rządu Jedności Narodowej i wycofaniu 6 lipca 1945 międzynarodowego uznania dla Rządu RP na uchodźstwie, w sierpniu 1945 Czesław Bobrowski powrócił do Polski (podobnie jak Ludwik Grosfeld).
Został dokooptowany do Krajowej Rady Narodowej i 10 listopada 1945 mianowany prezesem Centralnego Urzędu Planowania. Funkcję sprawował od 1945 do lutego 1948. W CUP powstał m.in. trzyletni Plan Odbudowy Gospodarczej. W lutym 1948 usunięty z funkcji pod naciskiem PPR, stalinizującej politykę gospodarczą kraju. W okresie od marca do grudnia 1948 pełnił funkcję posła w Sztokholmie. Wezwany do kraju, w obawie przed aresztowaniem odmówił przyjazdu i udał się w grudniu 1948 na emigrację do Francji. Od 1952 do 1956 pracownik naukowy w Instytucie Nauk Politycznych i Narodowym Centrum Badań Naukowych w Paryżu (Centre Nationale de la Recherche Scientifique). 
Po październiku 1956 powrócił do Polski, został pracownikiem naukowym Uniwersytetu Warszawskiego i wiceprzewodniczącym Rady Ekonomicznej przy Radzie Ministrów (1957–1963). W 1958 otrzymał tytuł profesora zwyczajnego Uniwersytetu Warszawskiego, skąd odszedł po wydarzeniach marca 1968 roku. W okresie 1967–1971 był wykładowcą na Uniwersytecie Paris I – La Sorbonne. W latach 70. był ekspertem ONZ, doradzając w Algierii, Ghanie, Iraku i Syrii. Przewodniczący Konsultacyjnej Rady Gospodarczej w latach 1981–1987. Członek Rady Konsultacyjnej przy Przewodniczącym Rady Państwa PRL Wojciechu Jaruzelskim w latach 1986–1990. Honorowy Prezes Polskiego Towarzystwa Ekonomicznego w 1986.
Poseł do KRN (1945–1947) i na Sejm Ustawodawczy (1947–1948). Członek PPS (w latach 1946–1948 zasiadał w jej radzie naczelnej), następnie PZPR.
W 1961 wspólnie z Zygmuntem Baumanem, Janem Strzeleckim i Jerzym Wiatrem brał udział w dyskusji poświęconej przyszłości społeczeństwa polskiego. Nie jako socjolog, pedagog czy psycholog, ale jako ekonomista, największe niebezpieczeństwo, grożące zaburzeniami w naszym życiu społecznym, dostrzegł w lukach społecznego wychowania, w błędnych filozoficznych uzasadnieniach postaw ludzkich: sprawa poczucia absurdu życia i poczucia braku związku między własnym działaniem a tym, co nas spotyka, filozofia ślepego losu bynajmniej nie jest w pełni przezwyciężona....
Autor szeregu prac ekonomicznych, publikowanych w kraju i za granicą.
Od 1931 był mężem Ireny Colonna-Walewskiej.
Pochowany na Cmentarzu Wojskowym na Powązkach w Warszawie (kwatera 3A tuje-2-35).

## Publikacje
- Warunki i drogi rozwoju gospodarczego wsi (1936)
- Polityka społeczna na tle gospodarczym (1944)
- U źródeł planowania socjalistycznego (1956)
- Jugosławia socjalistyczna (1957)
- Modele gospodarki socjalistycznej (1957)
- Planowanie gospodarcze. Problemy podstawowe (1965)
- O gospodarce mieszanej w krajach Trzeciego Świata (1967)
- Źródła, problemy i tendencje przemian planowania gospodarczego (1981)
- Wspomnienia ze stulecia (1985)

## Ordery, odznaczenia i nagrody
- Order Budowniczych Polski Ludowej (1974)[7]
- Krzyż Komandorski z Gwiazdą Orderu Odrodzenia Polski
- Krzyż Komandorski Orderu Odrodzenia Polski (19 lipca 1946)[8]
- Złoty Krzyż Zasługi z Mieczami
- Złoty Krzyż Zasługi (dwukrotnie: po raz drugi 15 czerwca 1939[9])
- Medal Zwycięstwa i Wolności 1945
- Pamiątkowy Medal z okazji 40. rocznicy powstania Krajowej Rady Narodowej (1983)[10]
- Krzyż Komandorski z Gwiazdą Orderu Białego Lwa (Czechosłowacja, 1957)[11]
- Nagroda specjalna „Trybuny Ludu” (1983)[12]